# 鍛治屋敷町
鍛治屋敷町（かじやしきちょう）は、愛知県豊田市の地名。

## 地理

### 施設
- 東海化学工業所小原工場
- 富士高分子工業愛知工場

## 歴史

### 沿革
- 2005年（平成17年）4月1日 - 西加茂郡小原村大字鍛冶屋敷が合併により、豊田市鍛治屋敷町となる[WEB 4]。

### WEB
1. ↑  “読み仮名データの促音・拗音を小書きで表記するもの(zip形式) 愛知県” (zip).   日本郵便 (2024年2月29日). 2024年3月26日閲覧。
2. ↑  “市外局番の一覧” (PDF).   総務省 (2022年3月1日). 2022年3月22日閲覧。
3. ↑  “ナンバープレートについて”.   一般社団法人愛知県自動車会議所. 2024年1月21日閲覧。
4. ↑  “愛知県豊田市の郵便番号一覧”.   日本郵便. 2024年2月29日閲覧。